# Paulina Paukštaitytė
Paulina Paukštaitytė (Marijampolė, 26 agosto 2001) è una cantante lituana.

## Biografia
Paulina Paukštaitytė ha mosso i primi passi nel mondo della musica partecipando a Lietuvos balsas, dove è risultata finalista. Ha avviato la propria attività musicale nel 2020, arrivando a firmare un contratto con la divisione baltica dell'Universal solo in un secondo momento.
Ha partecipato a Pabandom iš naujo! 2023 con l'inedito Let Me Think About Me nel tentativo di rappresentare la Lituania all'Eurovision Song Contest. Nel mese di ottobre è stato messo in commercio il suo album in studio d'esordio 11 raidžių, che ha completato oltre un anno di permanenza nella Albumų Top 100 e che è stato promosso da una tournée musicale.
Pasilik praeity (2024) è divenuto il suo brano più popolare, scalando la Singlų Top 100 fino al 17º posto; il singolo ha trainato l'uscita del secondo LP Ego kalba, avvenuta nel gennaio 2025. Il disco ha fatto il debutto alla 7ª posizione nella graduatoria dischi lituana.
Paukštaitytė è stata selezionata come artista d'apertura del primo concerto di Jessica Shy presso il Kalnų parkas nel luglio 2025.

## Discografia

### Album in studio
- 2023 – 11 raidžių
- 2025 – Ego kalba

### Singoli
- 2018 – Jeigu nori
- 2020 – Užsimerk
- 2020 – Sapnai
- 2021 – Nepastebimai
- 2021 – Jei nebūtume susitikę
- 2021 – Šią vasarą
- 2022 – Kas šiandien bus?
- 2022 – Įsimylėjau (con Vaidas Baumila)
- 2023 – Let Me Think About Me
- 2023 – Jei gyvenčiau Mėnuly
- 2023 – Bučiuok
- 2023 – Tu ir aš
- 2024 – Nemylėjau
- 2024 – Pasilik praeity